# Закарян, Гагик Тигранович
Гаги́к Тигра́нович Закаря́н (арм. Գագիկ  Զաքարյան); 9 апреля 1965, Ереван, АрмССР, СССР) — армяно—российский банкир. С 2001 года и по настоящее время — соучредитель и председатель Совета директоров АО «Юнибанк» (Армения).

## Биография
Родился и вырос в Ереване, где и закончил школу. Мама работала в отделе кадров, отец — таксист. В детстве занимался авиамодельным спортом, в 16 лет стал чемпионом Армении по кордовому моделизму, кандидат в мастера спорта по авиамоделированию. В 1988 году окончил Институт № 1 МАИ по специальности «самолётостроение», поступил в аспирантуру, в 1990-х годах занялся бизнесом.
- 1990—1993 — зам. гендиректора «Интеринженеринг»
- 1993—1997 — зам. гендиректора «Юниаструм Холдинг»
- 1995—2015 — президент «Юниаструм банка»
- 1998—2000 — зам. гендиректора «Инвест-юнион»
- 2001 — председатель Совета директоров «Юнибанк» и председатель совета директоров ЗАО «Юнистрим»
- 2003—2004 годах обучался в Международной Московской финансово-банковской школе при Академии внешней торговли РФ по специальности «Профессиональная торговля на рынке ценных бумаг».
- 2003 — соучредитель «Национального банковского журнала»[3]
- 2005—2017 — член президиума АНО «Институт Финансового Планирования» и председатель Международной ассоциации систем денежных переводов (IAMTN)[4]
- 2006 — председатель Совета директоров КБ «Юнистрим» и
- 2008 — председатель Совета директоров «РЕСО» (Армения)
- 2012 — член Межрегионального банковского совета при Совете Федерации РФ[5]
- 2013 — член совета Ассоциации российских банков (АРБ)[5]
- 2013—2015 — член совета директоров авиакомпании «Трансаэро»

Член Центрального совета общероссийской общественной организации «Союз армян России» и наблюдательного совета «Национального банковского журнала».

## Семья
Женат. Имеет четверых детей (Карен, Кристина, Маша, Алекс). Увлекается футболом и теннисом..

## Награды
- Медаль «За заслуги перед Отечеством» II степени (24 сентября 2015 года, Армения) — за активную поддержку в организации и проведении мероприятий, посвящённых 100-летию Геноцида армян[6].
- Почётный нагрудный знак АРБ «За заслуги перед банковским сообществом».
- Лауреат премий «Лучший банкир» 2005 и 2007 годов.
- Лауреат премии «Персона года» (2006) в номинации «За социальную ответственность бизнеса».
- Лауреат Национальной банковской премии «За эффективное управление банком» 2007 года
- Лауреат премии «Банкир года—2013».